# Lauroppia dentata
Lauroppia dentata är en kvalsterart som först beskrevs av Golosova och Karppinen 1985.  Lauroppia dentata ingår i släktet Lauroppia och familjen Oppiidae. Inga underarter finns listade i Catalogue of Life.